# Balistes willughbeii
 Balistes willughbeii és un peix teleosti de la família dels balístids i de l'ordre dels tetraodontiformes.

## Morfologia
Pot arribar als 13,1 cm de llargària total.

## Distribució geogràfica
Es troba a les costes centrals del Pacífic oriental.